# Ctenucha biformis
Ctenucha biformis är en fjärilsart som beskrevs av Paul Dognin 1907. Ctenucha biformis ingår i släktet Ctenucha och familjen björnspinnare. Inga underarter finns listade i Catalogue of Life.